# Труберг, Анна
Анна Труберг (швед. Anna Troberg; род. 9 апреля 1974; Ландскруна) — шведский политик, писатель, блогер и переводчик; с 2011 года — лидер Пиратской партии Швеции.

## Биография
Родилась 9 апреля 1974 года в Ландскруне.
Работала в Шведском издательском доме, занималась писательской деятельностью и переводами иностранных книг на шведский язык (25 книг). Была известна как сторонник защиты авторских прав, однако после судебного процесса над создателями The Pirate Bay и дальнейшего вступления в Пиратскую партию изменила своё мнение.
Была активным членом партии, в 2009 году получила пост заместителя председателя партии. 1 января 2011 года лидер партии Рик Фальвикё объявил во время прямого эфира об уходе с поста руководителя партии, эту должность заняла Анна Труберг.

Я бы хотела, чтобы Швеция была страной, стоящей на стороне таких разоблачителей, как он [Эдвард Сноуден], поддерживала людей, так сильно рискующих и борющихся за лучший мир.
22 декабря 2015 организация «Викимедиа Швеция» объявила, что Анна Труберг вступает в должность его руководителя операций с 6 января 2016 года. В марте 2017 года она оставила эту должность, став рабочим председателем Шведского профсоюза работников библиотек, архивов и музеев.